# 1994–1995-ös magyar férfi kosárlabda-bajnokság
Az 1994–1995-ös magyar férfi kosárlabda-bajnokság a hatvanharmadik magyar kosárlabda-bajnokság volt. Huszonnyolc csapat indult el, az előző évi első hat helyezett az osztrák, magyar, cseh, szlovák és szlovén csapatok részvételével tartott Szuperligában szerepelt, a többiek két csoportban (A csoport: 7-16. helyezettek, B csoport: 17-25. helyezettek plusz a három feljutó) két kört játszottak. Az alapszakasz után a Szuperligában szereplő hat csapat és az A csoport 1-6. helyezettjei, valamint az A csoport 7-10. és a B csoport 1-4. helyezettjei az egymás elleni eredményeiket megtartva a másik csoportból jövőkkel újabb két kört játszottak. A középszakasz után az 1-8. helyezettek play-off rendszerben játszottak a bajnoki címért, 9-16. helyezettek az egymás elleni eredményeiket megtartva a másik csoportból jövőkkel újabb két kört játszottak az A csoportba kerülésért, a 17-20. helyezettek pedig kuparendszerben játszottak a helyezésekért. A B csoport 5-12. helyezettjei az egymás elleni eredményeiket megtartva újabb két kört játszottak a kiesés elkerüléséért.
A Tungsram és a Honvéd kosárlabda-szakosztályainak két évig tartó együttműködése megszűnt, a Honvéd vitte tovább a csapatot Danone-Honvéd BT néven.
A Szolnoki Olajbányász új neve Szolnoki Olaj KK lett.

## Alapszakasz

### Szuperliga csoport
| #  | Csapat                   | M  | Gy | V | K+  | K-  | P  |
| -- | ------------------------ | -- | -- | - | --- | --- | -- |
| 1. | Danone-Honvéd BT         | 10 | 7  | 3 | 874 | 745 | 17 |
| 2. | Szolnoki Olaj KK         | 10 | 7  | 3 | 730 | 667 | 17 |
| 3. | Zalaegerszegi TE-Goldsun | 10 | 6  | 4 | 779 | 783 | 16 |
| 4. | Marc-Körmend KC          | 10 | 6  | 4 | 784 | 749 | 16 |
| 5. | Albacomp                 | 10 | 4  | 6 | 788 | 871 | 14 |
| 6. | Soproni Ászok KC         | 10 | 0  | 6 | 751 | 891 | 10 |

### A csoport
| #   | Csapat                   | M  | Gy | V  | K+   | K-   | P  |
| --- | ------------------------ | -- | -- | -- | ---- | ---- | -- |
| 1.  | Atomerőmű SE             | 18 | 15 | 3  | 1519 | 1291 | 33 |
| 2.  | Falco KC                 | 18 | 12 | 6  | 1670 | 1568 | 30 |
| 3.  | ATC-Hódmezővásárhelyi KK | 18 | 12 | 6  | 1644 | 1506 | 30 |
| 4.  | Kaposvári KC             | 18 | 12 | 6  | 1652 | 1558 | 30 |
| 5.  | Tegáz-Debreceni SI       | 18 | 12 | 6  | 1630 | 1495 | 30 |
| 6.  | Csepel SC-Kordax         | 18 | 9  | 9  | 1579 | 1503 | 27 |
| 7.  | Nagykőrösi KK            | 18 | 8  | 10 | 1443 | 1488 | 26 |
| 8.  | Bajai Bácska KSE         | 18 | 5  | 13 | 1481 | 1542 | 23 |
| 9.  | MAFC-Vegyépszer          | 18 | 4  | 14 | 1433 | 1627 | 22 |
| 10. | Fehérvár KC              | 18 | 1  | 17 | 1260 | 1733 | 19 |

### B csoport
| #   | Csapat                          | M  | Gy | V  | K+   | K-   | P  |
| --- | ------------------------------- | -- | -- | -- | ---- | ---- | -- |
| 1.  | Dombóvári VMSE                  | 22 | 18 | 4  | 2006 | 1763 | 40 |
| 2.  | Nyíregyházi TK-Isobau           | 22 | 18 | 4  | 2079 | 1862 | 40 |
| 3.  | Salgótarjáni KK                 | 22 | 16 | 6  | 1942 | 1779 | 38 |
| 4.  | Battai KE                       | 22 | 13 | 9  | 1809 | 1679 | 35 |
| 5.  | Szegedi Postás                  | 22 | 12 | 10 | 1720 | 1703 | 34 |
| 6.  | Miskolci EAFC                   | 22 | 10 | 12 | 1995 | 1930 | 32 |
| 7.  | Veszprémi Egyetem SC-Csopak Rt. | 22 | 10 | 12 | 1754 | 1768 | 32 |
| 8.  | Balatel KE                      | 22 | 9  | 13 | 1650 | 1660 | 31 |
| 9.  | Budafok KE-OTP Ingatlan         | 22 | 9  | 13 | 1924 | 1938 | 31 |
| 10. | LRI-Malév SC                    | 22 | 8  | 14 | 1800 | 1989 | 30 |
| 11. | Bajai Honvéd SE-TK              | 22 | 6  | 16 | 1791 | 1933 | 28 |
| 12. | Pécsi VSK                       | 22 | 3  | 19 | 1651 | 2117 | 25 |

* M: Mérkőzés Gy: Győzelem V: Vereség K+: Dobott kosár K-: Kapott kosár P: Pont

## Középszakasz

### 1–12. helyért
| #   | Csapat                   | M  | Gy | V  | K+   | K-   | P  |
| --- | ------------------------ | -- | -- | -- | ---- | ---- | -- |
| 1.  | Danone-Honvéd BT         | 22 | 18 | 4  | 2016 | 1625 | 40 |
| 2.  | Zalaegerszegi TE-Goldsun | 22 | 16 | 6  | 1704 | 1556 | 38 |
| 3.  | Szolnoki Olaj KK         | 22 | 16 | 6  | 1701 | 1498 | 38 |
| 4.  | Marc-Körmend KC          | 22 | 15 | 7  | 1754 | 1555 | 37 |
| 5.  | Albacomp                 | 22 | 12 | 10 | 1807 | 1795 | 34 |
| 6.  | Atomerőmű SE             | 22 | 12 | 10 | 1595 | 1629 | 34 |
| 7.  | ATC-Hódmezővásárhelyi KK | 22 | 11 | 11 | 1762 | 1838 | 33 |
| 8.  | Falco KC                 | 22 | 9  | 13 | 1819 | 1955 | 31 |
| 9.  | Tegáz-Debreceni SI       | 22 | 9  | 13 | 1838 | 1950 | 31 |
| 10. | Kaposvári KC             | 22 | 6  | 16 | 1775 | 2032 | 28 |
| 11. | Soproni Ászok KC         | 22 | 4  | 18 | 1748 | 1907 | 26 |
| 12. | Csepel SC-Kordax         | 22 | 4  | 18 | 1679 | 1858 | 26 |

### 13–20. helyért
| #   | Csapat                | M  | Gy | V  | K+   | K-   | P  |
| --- | --------------------- | -- | -- | -- | ---- | ---- | -- |
| 13. | Nagykőrösi KK         | 14 | 12 | 2  | 1236 | 1015 | 26 |
| 14. | MAFC-Vegyépszer       | 14 | 9  | 5  | 1225 | 1191 | 23 |
| 15. | Bajai Bácska KSE      | 14 | 7  | 7  | 1181 | 1132 | 21 |
| 16. | Dombóvári VMSE        | 14 | 7  | 7  | 1127 | 1145 | 21 |
| 17. | Salgótarjáni KK       | 14 | 6  | 8  | 1127 | 1178 | 20 |
| 18. | Battai KE             | 14 | 6  | 8  | 1069 | 1145 | 20 |
| 19. | Nyíregyházi TK-Isobau | 14 | 5  | 9  | 1234 | 1262 | 19 |
| 20. | Fehérvár KC           | 14 | 4  | 10 | 1017 | 1148 | 18 |

## Rájátszás

### 1–8. helyért
Negyeddöntő: Danone-Honvéd BT–Falco KC 98–80, 109–74, 108–57 és Zalaegerszegi TE-Goldsun–ATC-Hódmezővásárhelyi KK 92–63, 78–68, 86–63 és Szolnoki Olaj KK–Atomerőmű SE 92–62, 74–83, 81–63, 82–61 és Marc-Körmend KC–Albacomp 70–69, 69–83, 80–73, 52–61, 70–63
Elődöntő: Danone-Honvéd BT–Marc-Körmend KC 67–60, 81–69, 68–54 és Zalaegerszegi TE-Goldsun–Szolnoki Olaj KK 78–62, 68–64, 76–58
Döntő: Danone-Honvéd BT–Zalaegerszegi TE-Goldsun 62–60, 56–58, 66–63, 74–92, 77–71
3. helyért: Szolnoki Olaj KK–Marc-Körmend KC 67–60, 78–68, 76–73
5–8. helyért: Albacomp–Falco KC 82–80, 101–75, 97–62 és Atomerőmű SE–ATC-Hódmezővásárhelyi KK 91–76, 97–86, 20–0
5. helyért: Albacomp–Atomerőmű SE 92–95, 80–78, 106–66
7. helyért: ATC-Hódmezővásárhelyi KK–Falco KC 67–80, 69–98

### 9–16. helyért
| #   | Csapat             | M  | Gy | V  | K+   | K-   | P  |
| --- | ------------------ | -- | -- | -- | ---- | ---- | -- |
| 9.  | Soproni Ászok KC   | 14 | 10 | 4  | 1253 | 1172 | 24 |
| 10. | Csepel SC-Kordax   | 14 | 9  | 5  | 1297 | 1159 | 23 |
| 11. | Tegáz-Debreceni SI | 14 | 8  | 6  | 1259 | 1165 | 22 |
| 12. | Nagykőrösi KK      | 14 | 7  | 7  | 1103 | 1115 | 21 |
| 13. | Kaposvári KC       | 14 | 7  | 7  | 1176 | 1187 | 21 |
| 14. | MAFC-Vegyépszer    | 14 | 6  | 8  | 1194 | 1277 | 20 |
| 15. | Dombóvári VMSE     | 14 | 6  | 8  | 1115 | 1168 | 20 |
| 16. | Bajai Bácska KSE   | 14 | 3  | 11 | 1115 | 1269 | 17 |

### 17–20. helyért
17–20. helyért*: Fehérvár KC–Salgótarjáni KK 77–70, 75–64 és Nyíregyházi TK-Isobau–Battai KE 76–89, 95–75
17. helyért*: Fehérvár KC–Nyíregyházi TK-Isobau 89–86, 93–116
19. helyért*: Battai KE–Salgótarjáni KK 78–80, 76–101

### 21–28. helyért
| #   | Csapat                          | M  | Gy | V  | K+   | K-   | P  |
| --- | ------------------------------- | -- | -- | -- | ---- | ---- | -- |
| 21. | Budafok KE-OTP Ingatlan         | 28 | 22 | 6  | 2633 | 2355 | 50 |
| 22. | Balatel KE                      | 28 | 18 | 10 | 2288 | 2061 | 46 |
| 23. | Miskolci EAFC                   | 28 | 17 | 11 | 2612 | 2468 | 45 |
| 24. | Szegedi Postás                  | 28 | 14 | 14 | 2147 | 2147 | 42 |
| 25. | Veszprémi Egyetem SC-Csopak Rt. | 28 | 12 | 16 | 2246 | 2288 | 40 |
| 26. | Bajai Honvéd SE-TK              | 28 | 11 | 17 | 2419 | 2465 | 39 |
| 27. | LRI-Malév SC                    | 28 | 11 | 17 | 2275 | 2496 | 39 |
| 28. | Pécsi VSK                       | 28 | 7  | 21 | 2212 | 2552 | 35 |

Megjegyzés: A *-gal jelzett párharcokat kuparendszerben (oda-visszavágó) rendezték.

## Díjak
| 63. Férfi Kosárlabda Magyar Bajnok |
| Danone-Honvéd BT 32. bajnoki cím   |